# Ocaria petelina
Ocaria petelina is een vlinder uit de familie van de Lycaenidae. De wetenschappelijke naam van de soort werd als Thecla petelina in 1877 gepubliceerd door William Chapman Hewitson.